# Ioan Boițeanu
Ioan N. Boițeanu (n. 10 octombrie 1885 – d. 5 aprilie 1946) a fost un general român, care a luptat în cel de-al doilea război mondial.
Grade: sublocotenent - 01.07.1909, locotenent - 03.10.1912, căpitan - 01.11.1916, maior - 01.09.1917, locotenent-colonel - 10.05.1925, colonel - 10.05.1931, general de brigadă - 31.03.1938, general de divizie - 24.01.1942, general de corp de armată - 24.01.1944.
A fost înaintat în 31 martie 1938 la gradul de general de brigadă și în 24 ianuarie 1942 la gradul de general de divizie.
Ion Boițeanu a deținut următoarele funcții:
- 1941 – 1942 - Secretar general al Ministerului Apărării.
- 1942 – 1943 - Comandantul Diviziei a 3-a Munte.
- 1943 - Comandantul Diviziei a 19-a.
- 1943 - Comandantul Corpului de Cavalerie.
- 20 martie 1943 - 4 aprilie 1944 - Comandantul Corpului 1 Armată.
- 1944 - Directorul Înaltei Școli Militare.

Generalul de brigadă Ioan Boițeanu a fost numit pe 25 februarie 1941 în funcția de președinte al comitetului de direcție al „Casei Oștirii”.
Generalul Boițeanu a fost numit la 1 septembrie 1944 în funcția de ministru al culturii naționale și cultelor.
- 31 august 1944 - Ministrul Culturii Naționale și Cultelor.
- 1944 - Ministrul Justiției
- 1944 – 1945 - General de Corp de Armată, comandantul Corpului 4 Armată, sub ordinele căruia a acționat Divizia 3 Munte în nord-vestul Ungariei și pe teritoriul Cehoslovaciei.

## Decorații
- Ordinul „Steaua României” în gradul de Comandor (9 mai 1941)[5]